# Kompong Luong
Kompong Luong (o Phumĭ Kâmpóng Luŏng) è una cittadina nella Provincia di Pursat, in Cambogia. La sua peculiarità è di essere composta interamente da edifici galleggianti, costruiti su barche e zattere.
Si trova qualche km a nord di Krakor, sul grande lago Tonle Sap. La sua distanza da Krakor e dalla Strada Nazionale N.5 (NH5) può variare da 2 a 7 km, a seconda delle dimensioni del lago, che variano stagionalmente.
È un'attrazione turistica della zona ed è nota per la produzione artigianale di ceramiche in stile tradizionale. Buona parte degli abitanti sono di origine vietnamita.
Da notare che non va confusa con la cittadina omonima nella Provincia di Kandal, 28 km a nord-ovest di Phnom Penh, conosciuta per la produzione artigianale di argenteria, o con il tempio buddista Wat Kompong Luong in Angkor Borei.